# 마고자

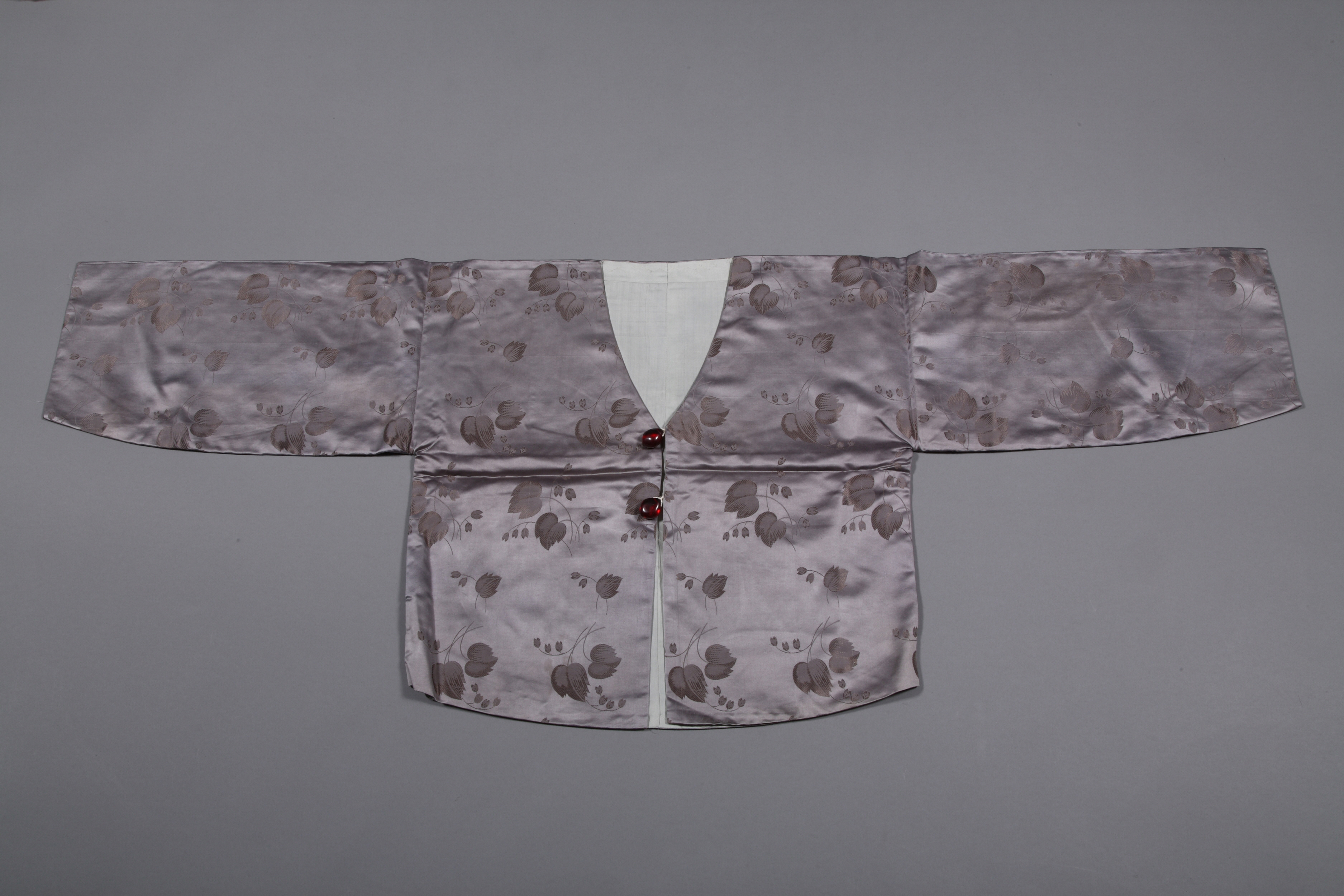
단추로 여미는 형태의 남성용 마고자. 황갈색 단추가 2개 달려 있고 겉면에 꽃문양이 있다.

마고자 또는 마괘자(馬褂子)는 저고리 위에 덧입는 방한복의 하나로 저고리와 비슷하나 깃과 고름이 없고 앞을 여미지 않는다. 대개 비단으로 만들며 호박 등의 단추를 단다. 서양식 의복의 가디건과 용도가 비슷하다. 마고자는 원래 청나라 때 옷인 마과에서 비롯되었는데, 1887년에 흥선대원군이 만주의 유거 생활에서 풀려나 귀국할 때 입고 온 후부터 한반도에서도 입기 시작한 것이다. 주로 견직물로 만들며 따뜻하고 보기 좋아 남자들이 방한용으로 입었지만 나중에는 여자들도 입게 되었다.

## 같이 보기
- 한복
- 저고리
- 마과 (옷)
- 포 (옷)